# Melnik Peak
Il Melnik Peak (in lingua bulgara: връх Мелник, Vrah Melnik), alto 696 m, è la cima più elevata del Melnik Ridge, situato nella parte orientale dell'Isola Livingston, nelle Isole Shetland Meridionali, in Antartide. 
Il picco sormonta il Ghiacciaio Kaliakra a nord e a ovest, e il Ghiacciaio Struma a sudest.
Il monte fu salito per la prima volta il 28 dicembre 2004 dallo scalatore bulgaro Lyubomir Ivanov, partito dal Campo Accademia nel corso della spedizione di ricerca Tangra 2004/05.
La denominazione deriva da quella del Melnik Ridge, a sua volta assegnata in onore della città bulgara di Melnik, nella parte sudoccidentale del paese.

## Localizzazione
Il picco è posizionato alle coordinate 62°36′06.4″S 60°09′11.2″W, 4,04 km a sudovest di Sindel Point, 2,41 km a nordovest del Atanasoff Nunatak, 1,26 km a nord dell'Asparuh Peak, 3,03 km a nordest del versante orientale del Monte Bowles,  3,5 km a est del versante settentrionale del Hemus Peak, 4,05 km a sudest del versante meridionale della Castra Martis Hill e 7,4 km a sud del Miziya Peak.
Rilevazione topografica bulgara nel corso della spedizione Tangra 2004/05 e mappatura nel 2005 e 2009.

## Mappe
- L.L. Ivanov et al. Antarctica: Livingston Island and Greenwich Island, South Shetland Islands. Scale 1:100000 topographic map. Sofia: Antarctic Place-names Commission of Bulgaria, 2005.
- L.L. Ivanov. Antarctica: Livingston Island and Greenwich, Robert, Snow and Smith Islands. Scale 1:120000 topographic map.  Troyan: Manfred Wörner Foundation, 2009.